# Brushfire Records
Brushfire Records é uma gravadora fundada e comandada pelo músico e compositor norte-americano Jack Johnson. A gravadora foi fundada a principio apenas para lançar a trilha sonra do Woodshed Films, um filme de surfe produzido por Jack Johnson, Emmett Malloy e Chris Malloy para o Thicker than Water. O selo lançou então a trilha sonora do filme Curious George com o CD Sing-A-Longs and Lullabies for the Film Curious George. O selo também lançou os álbuns In Between Dreams e Sleep Through the Static de Jack Johnson.